# NGC 387
NGC 387 je galaksija u zviježđu Ribe.

## Vanjske poveznice
- SEDS: NGC 387